# Мишо, Пьер Антуан
Пьер Антуан Мишо (23 мая 1746, Франш-Конте — 14 сентября 1808, Монмеди) — французский военачальник эпохи революционных войн, дивизионный генерал.

## Биография
Сын фермера из региона Франш-Конте (ныне департамент Верхняя Сона) Пьера-Антуана Мишо и его супруги, Жанны-Франсуазы. В 1766 году 20-летний парень записался на службу солдатом в пехотный полк. В 1768 году он стал капралом. В 1769 году он был ранен в ногу при Понте-Нову (на Корсике). С 1778 по 1783 он участвовал в составе французских сил на стороне американцев в Войне за независимость США, и в 1778 году был ранен в битве при Сент-Люсии. 
18 декабря 1791 года, уже будучи офицером, он стал кавалером ордена святого Людовика. 1 мая 1792 года Мишо был произведён в капитаны. Он служил в пехотном полку в составе сначала Северной, а после — Арденнской армии. 12 мая 1793 года стал шефом батальона, а 27 января 1794 года — бригадным генералом (в Арденнской армии). В том же 1794 году он уже командовал дивизией в Дюнкерке, и, во главе 1-й пехотной дивизии, участвовал во французском походе во Фландрию. В 1795 году Мишо командовал пехотной дивизией в Брюгге, а в 1797 был уволен в отставку. 
С 1803 года Мишо выплачивалась государственная пенсия. В том же 1803 году Наполеон сделал его кавалером ордена Почётного легиона, а в 1804 году — даже командором. В 1808 году Мишо скончался в Монмеди (департамент Мёз).